# Roger Kong
Roger Sen-Wei Kong (Berlin, 1988. szeptember 22. –) Európa-bajnoki 11. helyezett (2016) és világbajnoki 10. helyezett (2013) német válogatott vízilabdázó, a Waspo 98 Hannover kapusa.

## Sportpályafutása
1994 óta vízilabdázik. A 2011–2012-es szezonban a német bajnokság legjobb játékosának választották.

## Magánélete
Édesapja szingapúri származású.